# Production Ace
株式會社Production Ace（日语：株式会社プロダクション·エース）是日本一家位於東京都澀谷區的經紀公司，主要經營藝人及聲優事業。

## 概要
最初以株式會社Trial Production之名於1993年7月2日設立，為株式會社AMUSEMENT MEDIA綜合學院的子公司。
2008年7月1日，成為株式會社角川Production（現KADOKAWA）及株式會社AMUSEMENT MEDIA綜合學院的合資公司，並更改為現名。
而該經紀公司的旗下聲優經常一起在改編自KADOKAWA出版之輕小說、漫畫的動畫作品中演出及演唱主題曲。
2015年10月起，聲優業界首屆小小聲優學校開講。

## 所屬聲優

### 男性
| 行 - 荒井勇樹 - 板取政明 - 一之渡宏昭 - 岩川拓吾 - 江藤博樹 - 岡哲也 - 小室正幸 | 行 - 鏡優雅 - 角田雄二郎 - 柏野昌俊 - 桂一雅 - 佳月大人 - 金子修 - 上城龍也 - 烏田裕志 - 川中子雅人 - 吉柳太士郎 - 黑羽保 - 桑原敬一 - 河本啟佑 | 行 - 里卓哉 - 白川周作 - 菅井一步 - 寸石和弘 行 - 高宮俊介 - 高山春夫 - 田浩樹 - 谷始央理 - 近木裕哉 行 - 中田俊輔 - 中村浩太郎 - 野川雅史 | 行 - 橋本雅史 - 服部陽介 - 原田晃 - 東尚樹 - 平井貴大 - 廣瀨龍一 行 - 丸山壯史 - 丸山智行 - 水越健 - 水島裕 - 水野貴雄 - 望月英 行 - 山本和臣 行 - 龍門睦月 - 羅瓦健治 |

### 女性
| 行 - 雨谷和砂 - 有賀由樹子 - 壹岐紹未 - 泉英里 - 伊藤亞祐美 - 伊東久美子 - 井上真尋 - 岩楯美幸 - 大內和代 - 大塚里 行 - 山春香 - 木曾寬子 - 木村涼香 - 小菅真美 - 小林美穗 - 小林元子 | 行 - 齊藤梢惠 - 榊原奈緒子 - 佐佐木優子 - 定岡小百合 - 佐藤沙耶 - 設樂麻美 - 島形麻衣奈 - 瀨尾惠子 - 藏合紗惠子 行 - 高森奈緒 - 瀧佳保子 - 戶張美里 | 行 - 長尾雅世 - 永木貴依子 - 西川侑津佳 - 西村野步子 - 乃神亞衣子 行 - 楠见蓝子 - 春名風花 - 平岡南 - 深水由美 - 布萊德庫特·莎拉·惠美 - 帆足桃子 | 行 - 丸山雪野 - 水谷麻鈴 - 水村有里 - 三木勇氣 - 美名 - 宮崎智榮子 - 村井理沙子 - 真美帆 行 - 矢尾幸子 - 八木侑紀 - 山田奈都美 - 山田悠希 - 吉貞萌 |

## 預留所屬聲優

### 男性
| 行 - 井關亮裕 - 岩根光司 行 - 田大嗣 - 神長壯一郎 - 小凌雅 | 行 - 齊藤隼一 - 齊藤智也 - 本佳一 - 佐藤剛大 行 - 高山智希 - 地藏龍希 行 - 長田任 | 行 - 真鍋俊之 - 村上聰 行 - 八木岳 - 吉原崇將 |

### 女性
| 行 - 青木紫水 - 磯部惠子 - 井上由貴 - 岩崎愛 - 蝦名彩香 - 小倉彌優 - 小田久美子 行 - 熊倉安理紗 - 小松真奈 | 行 - 佐佐木麻衣 - 澤田珠里 - 菅原惠 行 - 竹村愛弓 - 田代久美子 - 多田沙綾 - 田原桃子 行 - 中村慈 - 夏目唯 - 新田可南 | 行 - 花園愛美 - 早 - 福田芽衣 行 - 孫崎純 - 水野惠理子 | 行 - 矢部仁美 |

## 過往所屬聲優、藝人
※含Trial Production時期。

### 男性
- 蘆澤孝臣（日语：芦澤孝臣）
- 雨澤祐貴（日语：雨澤祐貴）（自由職業）
- 井田國男（日语：井田国男）
- 犬塚雅之（現所屬：TAB Production（日语：TABプロダクション））
- 岩波裕（日语：岩波裕）（現所屬：StudioShamanika（日语：ラムー））
- 小川輝晃（現所屬：81 Produce）
- 宜野座新（日语：宜野座新）
- 幸道惇也（日语：幸道惇也）
- 佐佐木直樹（現所屬：Production★A組）
- 佐野康之（日语：佐野康之）（移籍Kenyu Office之後於在籍中死去）
- 上晶（現所屬：Object（页面存档备份，存于））
- 高野宗大（現所屬：NOT INCLUDE）
- 瀧澤樹（日语：瀧澤樹）
- 種田共孝（現所屬：Beat One（页面存档备份，存于））
- 津田英佑（日语：津田英佑）（現所屬：文藝復興21）
- 幡野智宏（日语：幡野智宏）
- 比上孝浩（現所屬：株式會社SSP（日语：エスエスピー））
- 增川洋一（自由職業）
- 南埜高之（現所屬：ZAI OFFICE）
- 森田則昭（日语：森田則昭）（現所屬：Forest Link（日语：フォレストリンク）代表）
- 矢野獎吾（現所屬：劇團Super Eccentric Theater（日语：劇団スーパー・エキセントリック・シアター））
- 山本善壽（日语：山本善寿）（現所屬：Office PAC）
- 吉崎亮太（現所屬：株式會社al-share（日语：アル・シェア））

### 女性
- 紅波柚香（日语：紅波柚香）
- 有賀由衣（自由職業）
- 宇佐美朋子（日语：うさみともこ）
- 尾島圭美（日语：尾島圭美）（引退）
- 小澤瑞季（現所屬：Creative Arts）
- 柏山奈奈美（現所屬：Holy Peak）
- 龜中理惠子（日语：亀中理恵子）
- 喜多丘千陽（日语：喜多丘千陽）（自由職業）
- 桐原明良（日语：桐原明良）
- 幸田夢波（自由職業）
- 佐土原香織（自由職業）
- 鈴夏綾（日语：鈴夏あや）（現所屬：Vi-vo）
- 曾和圓香
- 月宮美鳥（休業中）
- 鳥羽優好（日语：鳥羽優好）（舊藝名：鳥羽優子）
- 積田佳代子（日语：積田かよ子）
- 富樫美鈴（現所屬：賢Production）
- 野口祐希子（現所屬：ZAI OFFICE）
- 林香織（日语：林香織 (声優)）
- 廣愛（休業中）
- 福原由莉奈
- 藤村悠樹（日语：藤村悠樹）
- 古谷靜佳（自由職業）
- 堀川千華（自由職業）
- 堀中優希（自由職業）
- 本多真梨子（現所屬：amuleto）
- 三麻里（自由職業）
- 味里（自由職業）
- 三宅亞依（日语：三宅亜依）（自由職業）
- 宮原志穗（日语：みやばらしほ）
- 村上圓香（日语：村上まどか）（自由職業）
- 安國愛菜（日语：安國愛菜）（現所屬：nexeed（日语：ネクシード））
- 山口協佳（日语：山口協佳）
- 山本繪美（日语：山本絵美 (声優)）
- 吉利麻里（日语：吉利麻里）
- 野水伊織（自由職業）

## 由Production Ace親自分配聲優的作品
2011年
- 日常
- 魔劍姬！
- 死囚樂園

2012年
- 這樣算是殭屍嗎？OF THE DEAD

2013年
- 約會大作戰
- 學生會的一存 Lv.2
- BLOOD LAD 血意少年
- 問題兒童都來自異世界？

2014年
- 狐仙的戀愛入門
- 魔劍姬！通
- 約會大作戰II
- 棺姬嘉依卡

2015年
- ISUCA依絲卡
- 新妹魔王的契約者
- 新妹魔王的契約者 BURST
- 艦隊Collection -艦Colle-
- 空戰魔導士培訓生的教官
- 對魔導學園35試驗小隊
- 絕命制裁X

2016年
- 魔裝學園H×H
- 我太受歡迎了，該怎麼辦？

2017年
- 我的女友是個過度認真的處女bitch

## 外部連結
- Production Ace官方網站（页面存档备份，存于） （日語）